# Zoloté (Lugansk)
Zoloté (en ucraniano: Золоте, lit. 'dorado'; en ruso: Золото́е, romanizado: Zolotoye) una ciudad ucraniana perteneciente al óblast de Lugansk. Situada en el este del país, formaba parte del raión de Popasna hasta 2020, aunque ahora es parte del raión de Sievierodonetsk y del municipio (hromada) de Zoloté.
La ciudad se encuentra ocupada por Rusia desde el 24 de junio de 2022, siendo administrada como parte de la de facto República Popular de Lugansk.

## Geografía
Zoloté está 18 km al noreste de Popasna y 64 km al noroeste de Lugansk.

## Historia
El primer asentamiento fue establecido en 1878, conjuntamente con las minas de carbón. La mina Zolotoye fue explotada en el siglo XIX por capital belga y francés. Posteriormente, se abrieron las minas Karbonit” y Pervomaiska, así como una planta de preparación de carbón.
En 1903 se fundó Zoloté, uniendo los asentamiento de Karbonit, Ródina, Stajánovets, Marivka y Partizanski (que hoy en día reciben los nombres de Zoloté-1 a Zoloté-5).
En 1938, recibió la categoría de ciudad.
En la Segunda Guerra Mundial, la ciudad fue ocupada por el ejército alemán del 12 de julio de 1942 al 3 de septiembre de 1943, liberada por el Ejército Rojo.
La revitalización de la vida en la ciudad se produjo en las décadas de 1960 y 1970 con la activación del estajanovismo en esta zona. Durante la década de 1990, la población de la ciudad decayó drásticamente, perdiendo casi una cuarta parte de su población. En Zoloté se encuentra la iglesia de San Nicolás, que fue durante mucho tiempo la única de la región.
Durante la guerra del Dombás, las autoridades ucranianas perdieron el control de partes de Zoloté ante la autoproclamada República Popular de Lugansk (RPL); Zoloté-5 (formalmente llamado Marivka) quedó bajo el control total de la LPR, mientras que Zoloté-4 (Partizanski y Zoloté-3 (Stajánovets) se situaron en la "zona gris" entre las partes en conflicto. El 30 de junio de 2018, el ejército ucraniano tomó el control total de Zoloté-4, aunque los activistas ucranianos afirmaron que la toma de la aldea fue un montaje, ya que, según ellos, los soldados ucranianos habían estado en la zona desde 2014. El 7 de octubre de 2014, para facilitar el gobierno del óblast de Lugansk, la Rada Suprema realizó algunos cambios en las divisiones administrativas, de modo que las localidades de las áreas controladas por el gobierno se agruparon en distritos. En particular, las ciudades de Guirske y Zoloté, y los asentamientos de tipo urbano de Nizhnie y Tóshkivka fueron transferidos del municipio de Pervomaisk al raión de Popasna. Desde febrero de 2015, la línea de demarcación de fuerzas en el Dombás pasaba por la ciudad según el acuerdo de Minsk II. El 12 de mayo de 2015, la SBU informó del arresto en Mariúpol del alcalde de Zoloté, quien en mayo de 2014 organizó un pseudorreferéndum en la ciudad y apoyó activamente a grupos separatistas. El 29 de octubre de 2019, tres días después de la visita del presidente ucraniano Volodímir Zelenski a la ciudad desierta y del lanzamiento de bengalas desde ambos lados del conflicto, se inicia una operación de despliegue de tropas ucranianas.
Tras la invasión rusa de Ucrania, Zoloté quedó bajo el control de facto de la República Popular de Lugansk el 23 de junio de 2022. Se afirmó que alrededor de 2000 soldados ucranianos estaban rodeados en la ciudad antes de su captura durante la batalla de Donbas.

## Demografía
La evolución de la población entre 1939 y 2021 fue la siguiente:
| 13 079                                                        | 27 592 | 25 846 | 25 199 | 22 892 | 17 816 | 14 974 | 14 261 | 13 957 | 13 549 | 13 203 |
| (Fuente: Cities & Towns of Ukraine y UKRAINE: Größere Städte) |        |        |        |        |        |        |        |        |        |        |

Según el censo de 2001, el 68,6% de la población son ucranianos, el 23,9% son rusos y el resto de minorías son principalmente bielorrusos (1,2%). En cuanto al idioma, la lengua materna de la mayoría de los habitantes, el 50,34%, es el ruso; del 43,93% es el ucraniano.

## Economía
La minería del carbón es la principal actividad de Zoloté. Lo lleva a cabo la empresa Pervomaiskouhillia de Pervomaisk, que explota seis minas en total.

## Infraestructura

### Transporte
Zoloté está ubicada en la carretera regional P-66 y la carretera territorial T-1316. La línea ferroviaria Debáltseve-Kúpiansk del ferrocarril de Donetsk tiene paso por la estación Marievka.